# Старовик, Виталий Викторович
Виталий Викторович Старовик (укр. Віталій Вікторович Старовік; род. 3 сентября 1978, Лутугино, Ворошиловградская область) — украинский футболист, полузащитник.

## Карьера
На профессиональном уровне дебютировал в 1995 году в команде высшей лиги «Заря» из Луганска. Затем выступал за вторую и третью команды киевского «Динамо», черкасский «Днепр», житомирское «Полесье», «Авангард» из города Ровеньки, а также львовские «Карпаты». С 2001 по 2006 год выступал за клубы из стран СНГ, молдавский «Нистру», махачкалинское «Динамо», белорусское «Торпедо» и пятигорский «Машук-КМВ».
В сезоне 2006/07 вернулся на родину, где в течение года защищал цвета «Крымтеплицы». В её составе он сыграл 35 игр и забил 7 мячей.
С июля 2008 года выступает за овидиопольский клуб «Днестр», играет под 10 номером. За «Днестр» в первой лиге дебютировал в матче против «Александрии», матч закончился победой овидиопольцев со счётом (1:2). В 2017 году тренировал клуб «Крымтеплица».